# Pezicula amoena
Pezicula amoena är en svampart som beskrevs av Tul. & C. Tul. 1865. Pezicula amoena ingår i släktet Pezicula och familjen Dermateaceae.   Inga underarter finns listade i Catalogue of Life.